# Aphanipathinae
Aphanipathinae is een onderfamilie van neteldieren uit de klasse van de Anthozoa (bloemdieren).

## Geslachten
- Aphanipathes Brook, 1889
- Asteriopathes Opresko, 2004
- Phanopathes Opresko, 2004
- Pteridopathes Opresko, 2004
- Tetrapathes Opresko, 2004